# Поштаренко Микола
Микола Поштаренко (рос. Николай Поштаренко) — радянський і український художник кіно.

## Біографічні відомості
Працює на Київській кіностудії ім. О. П. Довженка. 
Був декоратором, художником, художником-постановником майже у всіх фільмах реж. Станіслава Клименка.

## Нагороди
- 1978 — Дипломи художникам Михайлу Юферову і Миколі Поштаренку за фільм «Весь світ в очах твоїх» — на Республіканському кінофестивалі у Кременчуці.[1]

## Фільмографія
Оформляв картини:
- 1962 — «Ми, двоє чоловіків» (асистент художника)
- 1968 — Анничка (художник-декоратор)
- 1970 — Білий птах з чорною ознакою (художник-декоратор)
- 1972 — Пропала грамота
- 1972 — «Довга дорога в короткий день» (1972)
- 1977 — Право на любов (у співавт.)
- 1977 — Весь світ в очах твоїх...
- 1978 — Віщує перемогу
- 1980 — Оповіді про кохання
- 1980 — Дударики
- 1981 — Історія одного кохання
- 1983 — Вир (декоратор)
- 1984 — У привидів у полоні (художник-декоратор у співавт.)
- 1984 — Канкан в Англійському парку (художник-декоратор у співавт.)
- 1985 — Пароль знали двоє (художник-декоратор у співавт. з Є. Пітеніним)
- 1985 — Женихи
- 1986 — Золотий ланцюг (художник-декоратор у співавт.)
- 1987 — Поки є час
- 1988 — Камінна душа (у співавт.)
- 1989 — Сіроманець
- 1991 — Кому вгору, кому вниз
- 1992 — Тарас Шевченко. Заповіт
- 1999 — Поет і княжна
- 2003 — Ангели Рафаеля (короткометражний)[2]
- 2006 — Богдан-Зиновій Хмельницький (у співавт.) та інші фільми…